# Kanske en Casanova
Kanske en Casanova (original: Casanova's Big Night ) är en amerikansk äventyrskomedi från 1954.

## Rollista
- Bob Hope - Pippo Popolino
- Joan Fontaine - Francesca Bruni
- Audrey Dalton - Elena Di Gambetta
- Basil Rathbone - Lucio, berättare
- Hugh Marlowe - Stefano Di Gambetta
- Arnold Moss - Doge
- John Carradine - Foressi
- John Hoyt - Maggiorin
- Hope Emerson - Hertiginnan av Castelbello
- Robert Hutton - Raphael, hertig av Castelbello
- Lon Chaney Jr - Emo mördaren
- Raymond Burr - Bragadin
- Frieda Inescort - Signora Di Gambetta
- Primo Carnera - Corfa
- Frank Puglia - Carabaccio
- Paul Cavanagh - Alberto Di Gambetta
- Vincent Price - Casanova (cameoroll)